# Nokia 8600 Luna
Il Nokia 8600 Luna è un telefono cellulare Quadriband prodotto dall'azienda finlandese Nokia, messo in commercio nel 2007.

## Caratteristiche
- Dimensioni: 107 x 45 x 16 mm
- Massa: 140 g
- Memoria: 128 MB
- Risoluzione display: 240 x 320 pixel
- Fotocamera: 2.0 megapixel
- Bluetooth e USB